# Matching (Coaching)
Der Begriff Matching im Zusammenhang mit Coaching bezeichnet die Beziehungsqualität (Passung) zwischen dem Coach und seinem Klienten (Coachee), die es beiden erst ermöglicht, eine professionelle Arbeitsbeziehung einzugehen.
Dem Matching wird – ähnlich wie der Therapeut-Patienten-Beziehung in der Psychotherapie – eine grundlegende Bedeutung für einen funktionierenden Coachingprozess zugeschrieben. Demnach entscheidet das Matching darüber, ob Coachee und Coach einander vertrauen, ob zwischen ihnen die „Chemie stimmt“ und sie die gemeinsame Arbeit aufnehmen wollen.  Für das Coaching liegen hierzu jedoch auch einzelne gegenteilig lautende empirische Ergebnisse vor, die die Bedeutung des Matchings für den Coachingerfolg nicht bestätigen.
Das Matching betrifft unter anderem Aspekte des Geschlechts, des Alters, der präferierten Arbeits- und Herangehensweise, des Erfahrungshintergrunds und des Interaktionsstils. Auch das (berufliche) Herkunftsmilieu und die damit einhergehende Themenpräferenz können basale Kriterien für das Gelingen oder Scheitern des Coachings sein.
Die Einzelaspekte des Matchings werden durch die Beteiligten stark subjektiv wahrgenommen.  Die beraterische Beziehung im Coaching kann durch den Coach jedoch zum Teil aktiv beeinflusst und gestaltet werden.
Bezüglich des Matchings der bevorzugten Herangehensweisen an eine Aufgabe oder ein Thema lassen sich anhand verschiedener Gesichtspunkte gegensätzliche Idealtypen beschreiben: Böning (2005) beschreibt in diesem Zusammenhang beispielsweise die Extremtypen der Sprechdenker und Ergebnissprecher oder monochrone Zeittypen und polychrone Zeittypen Demnach verstehen sich Coach und Coachee vom gleichen Typ oftmals schneller und besser, mitunter kann jedoch auch die Kombination von ganz gegensätzlichen Herangehensweisen eine inspirierende und zielführende Kombination darstellen.  Letztlich entscheidet der konkrete Arbeitskontext darüber, welche Konstellation erfolgreich und angenehm für die Beteiligten ist.